# Azerbaidjan (Iran)

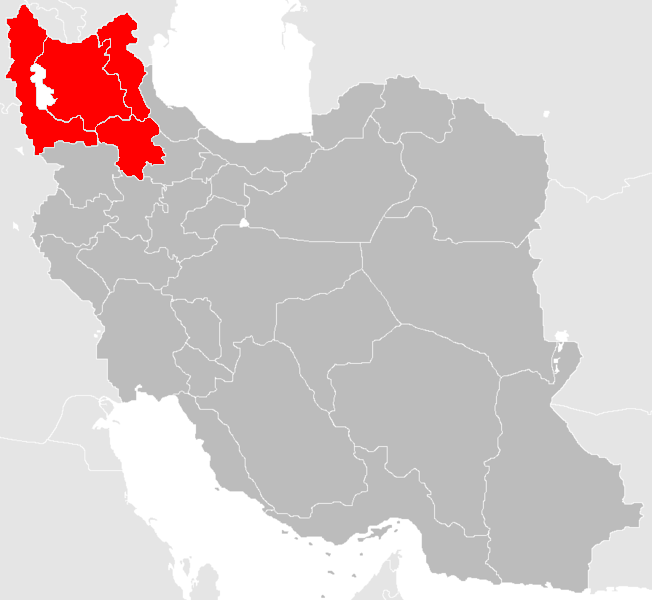
Azerbaidjan (Iran)

Azerbaijan sau Azarbaijan (persană آذربایجان; Āzarbāijān; azeră Azərbaycan,  kurdă: ئازه‌ربایجان ), de asemenea Azerbaijanul Iranian ori Azarbaijanul Iranian (persană: آذربایجان ایران; Āzarbāijān-e Irān), este o regiune geografică care cuprinde extremitatea nord-vestică a Iranului, parte a Azerbaidjanului  istoric.

## Apariția problemei
Azerbaidjanul istoric actualmente este împărțită între Azerbaidjan (Azerbaidjanul de Nord) și Iran. Acesta din urmă a cedat Rusiei, Azerbaidjanul de Nord, în 1813 și definitiv în 1828. La nord, fluviul Araks separă Azerbaidjanul iranian de Azerbaidjan.
În 1813, în satul Gulustan ("Gülüstan") din Azerbaidjan a fost semnat tratatul dintre Rusia și Iran cu privire la împărțirea Azerbaidjanului: 66% din teritoriul național a fost anexat de Iran (circa 200.000 km), restul de către Rusia. Partea rusească a Azerbaidjanului și-a câștigat independența, o dată în 1918 (pentru doar 2 ani) și apoi în 1991, sub numele de Azerbaidjan, iar în sud (Azerbaidjanul iranian) locuiesc încă 18.000.000 (neoficial 25.000.000-30.000.0000) de azeri, adică de 3 ori mai mulți decât în Azerbaidjan. Ei sunt majoritari în provinciile iraniene Azerbaidjanul de Est, Azerbaidjanul de Vest, Ardabil, Zanjan și parțial în Markaz, Kurdistan, Ghilan, Hamadan.

## Istoria antică și medievală
Azerbaidjanul iranian, cu o suprafață de aproximativ 200.000 km², a fost leagănul mai multor civilizații antice. La început, el făcea parte din Manna, iar mai târziu din Media. 
În secolul IV î.Hr., el a fost ocupat de Alexandru cel Mare, fiind „botezat” Atropatena, după numele generalului Atropat, subaltern al lui Alexandru cel Mare, care a înființat acolo regat. 
Regiunea în cauză a fost cucerită de perși în timpul dinastiei Sasanizilor, în secolul al III-lea. Arabii au avut-o sub control începând din secolul VII, până în secolul XI, când a fost invadată de către triburile oghuze noi sub conducerea dinastiei selgiuk, care au asimilat populația autohtonă. Încă de pe atunci locuitorii regiunii erau vorbitori de limba turcică.
În secolul XIII, regiunea a fost cotropită de mongoli și, sub stăpânirea lui Hülegü, Azerbaidjanul iranian a devenit centrul unui imperiu mongol extins de la Siria, în vest, până la fluviul Oxus (Amu-Daria de astăzi), în est. Orașul Tabriz, cel mai mare din regiune, a devenit capitala statului Elhanizilor, parte a imperiului mongol, transformându-se într-un important centru cultural și comercial. Tabriz a devenit ulterior capitala statelor turcice Kara Koyunlu, iar mai târziu Ak Koyunlu (1378-1502). 
La începutul secolului al XVI-lea, Azerbaidjanul iranian a devenit leagănul dinastiei azere Safevid, ulterior (în a doua parte a secolului XVII) fiind dominat de turcii otomani, până când iranienii, sub conducerea lui Nadir șah, i-au izgonit pe turci în 1740. 
De-a lungul secolului al XVIII-lea rușii au făcut încercări de a ocupa regiunea, dar, până la urmă, iranienii au reușit să-și păstreze controlul asupra ei.

## Geografie
Azerbaidjanul iranian este compus din platouri înalte (1.500-1.800 m) și de depresiuni (900-1.500 m). Munții Zagros se întind pe întreg teritoriul Azerbaidjanului iranian, de la nord până la sud. Zona este „bogată” în vulcani. Fluviile principale sunt Araks, la nord, Kîzîl Uzen la est, și Jaghatu.

## Populație
Populația este compusă în mare parte de azeri, musulmani șiiți, vorbitori de azeră. Mai sunt kurzi și armeni, însă în număr redus. Kurzii sunt suniți, iar armenii - creștini. 
Agricultura este principala activitate a populației, teritoriile cele mai fertile aflându-se în împrejurimile lacului Urmia. Industria, concentrată în principal la Tabriz și Ardabil produce tractoare, mașini, ciment, echipamente electrice, motociclete, alimente prelucrate etc. Azerbaijanul iranian are mine de cupru, arsenic, caolină, plumb etc, iar o conductă de petrol leagă Tabrizul cu Teheranul.

## Prima mișcare naționalistă (1906)

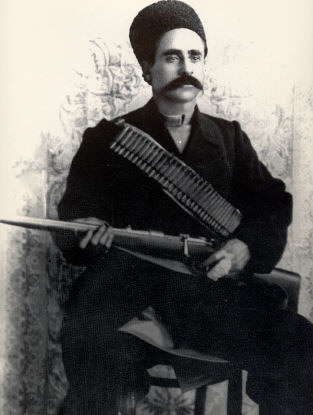
Sattar han (1868-1914)

Deșteptarea națională în Azerbaidjanul de Sud a început în primii ani ai secolului XX. "Provincia Azerbaidjan" ("Vilayeti Azerbaigean] în persană), incluzând toate regiunile azere din Iran, era condusă tradițional de candidații la tron ai dinastiei Kadjar ("Qacar" în azeră), suveranii Iranului, care de origine tot azeri erau (1797-1925). În timpul Revoluției constituționale (1906-1911), provincia a devenit cea mai importantă cetate a răscoalei, iar șeful mișcării, țăranul din ținutul Qaradag, Sattar han, unul dintre liderii ei.

## Republica Azadistan (1920)
Precedentul a fost continuat în 1920, de către tânărul șeic Mahammad Xiyabani, inspirat de crearea, în nord (partea rusească), a Republicii Democratice Azerbaidjan (1918-1920), care, ferindu-se de confuzie, a proclamat "Republica Azadistan" (în traducerea "Țara Libertății"). Capitala noului stat era Tabriz, centrul istoric a Azerbaidjanului, și republica a fost strangulată prin participarea englezilor, liderul său fiind spânzurat.

## Guvernul Național al Azerbaidjanului (1945-1946)
Înlăturarea Kadjarilor de noua dinastie a Pahlevizilor (1925-1979) de origine persană, care ducea o politică șovină creând mai multe ostane în fosta provincie regală Azerbaidjan, a provocat proclamarea, în 1945, a Republicii Azerbaidjan (Guvernul Național al Azerbaidjanului) cu capitala în Tebriz, susținută de sovietici. 
Prim-ministrul republicii era Seyid Djafar Pișavari. Se presupune că în urma contradicțiilor apărute din apartenența regiunii a pus baza Războiului Rece, fiindcă Stalin nu voia să retragă Armata Roșie din zona respectivă. În decembrie 1946, armata iraniană a capturat Tebrizul și Republica Azerbaidjan a căzut.

## Contribuția în Revoluția Islamică (1979)
Ultima mișcare în Azerbaidjanul de Sud, din secolul trecut, s-a înregistrat în timpul Revoluției islamice, când iarăși Tebrizul a devenit unul dintre marile centre ale mișcării. Însă după victorie azerii sudici s-au dezamăgit din cauza nesatisfacerii totale a cererii principale – autonomia culturală, iar liderul lor Ayatullah Șariatmadari a fost neutralizat de rivalul său esențial Khomeyni. S-a accelerat migrația azerilor sudici în alte zone din țară și în țările din Europa, America și Australia. 

## Renașterea mișcării naționale în Azerbaidjanul de Sud
În prezent azerii sunt al II-lea element etnic în Iran (63.000.000 de locuitori - 2002) după perși, 20 membri ai Cabinetului Miniștrilor sunt reprezentanții acestui popor, iar președintele religios ("rahbar") Seyyid Ali Khamenei este originar din localitatea Khamne din apropierea Tebrizului (1.400.0000 de locuitori – 2004). Cea mai mare organizație a azerilor sudici, care se bucură de legimitate din partea Occidentului, este Mișcarea Deșteptării Naționale din Azerbaidjanul de Sud (GAMOH), cu sediul în Suedia. GAMOH, spre deosebire de alte organizații, nu este separatistă, ci cere drepturile lărgite pentru populația azeră prin federalizarea Iranului, dispune de radio, TV și ziare proprii. Liderul acestei mișcării este fostul profesor al Universității din Tebriz, Mahmud Ali Cehreqanlî.

## Problema azeră și sprijinul Iranului către Armenia
Avem de-a face cu un paradox: Iranul fundamentalist a sprijinit cu toate mijloace posibile Armenia creștină în conflictul cu Azerbaidjanul. Deși azerii, ca și iranienii, sunt șiiți și musulmani. Explicația este de natură politică si are rădăcini istorice. Teheranul nu a fost deloc încântat de perspectiva unui Azerbaidjan puternic, centru de atracție pentru provinciile azere din Iran. Iată de ce Teheranul s-a văzut obligat să colaboreze cu Armenia creștină și creează probleme pentru Baku în exploatarea țițeiului de la Marea Caspică, revendicând jumătate din sectorul azer. Folosind inclusiv mijloace militare, așa cum s-a întâmplat în vara anului 2001. Astăzi Armenia gregoriană și Iranul fundamentalist sunt aliați strategici. Minoritatea azeră din Iran este unul dintre cele mai importante atu-uri ale Statelor Unite pentru destabilizarea regimului de la Teheran. Iar Azerbaidjanul musulman este aliatul americanilor în campaniile antiteroriste și întreține relații de alianța aproape strategice cu Israelul și diaspora evreiască din Statele Unite.

## Relații actuale între Iran și Republica Azerbaidjan
După ocuparea Afganistanului și a Irakului, Teheranul se află într-o situația critică, înconjurat de forțe ostile. Cercul s-ar putea închide aproape complet. Conform unor informații, în curând, pe teritoriul Azerbaidjanului vor pătrunde trupe ale SUA și NATO, pentru protejarea oleoductului Baku-Tbilisi-Ceyhan (investiție estimată la 3.500.000.000 de USD) care a fost dat în funcțiune după anul 2005. Oficial, autoritățile de la Baku dezmint deocamdată această informație. Presa internațională menționează că, dintre toți vecinii Iranului, Azerbaidjanul oferă Washingtonului terenul cel mai sigur și prietenos pentru o posibilă intervenție. Sesizând pericolul, practic toți demnitarii de stat din Teheran au vizitat, în luna decembrie, statele vecine. Ministrul iranian al Apărarii, A. Șamhani, a declarat la Baku, că "securitatea Azerbaidjanului este securitatea Iranului". Înțelegând din ce parte bate vântul, Teheranul și-a lansat propria ofensiva diplomatică. Dar și economică, și a lansat construcția gazeoductului Iran-Armenia, care este contrar intereselor Rusiei și propune Erevanului niște proiecte energetice.